# Miss Universo 2009
Miss Universo 2009, la 58.ª edición del concurso Miss Universo, se llevó a cabo en el Imperial Ballroom del Atlantis Paradise Island en Nasáu (Bahamas) el 23 de agosto de 2009.
Representantes provenientes de ochenta y tres países y territorios compitieron por el título en esta edición del concurso. Al final del evento, Miss Universo 2008, Dayana Mendoza de Venezuela, coronó a Stefanía Fernández, también de Venezuela. Esta fue la primera —y hasta ahora única— ocasión en que un país ganó el título durante dos años consecutivos.
El concurso fue presentado por Billy Bush —quien había ejercido como presentador por última vez en la edición de 2005— y Claudia Jordan. Heidi Montag, Flo Rida, Kelly Rowland, y David Guetta se encargaron del entretenimiento.
En esta edición se estrenó la nueva corona, Diamond Nexus, elegida por los aficionados en una votación en la que se seleccionó entre tres diseños. La corona ganadora, conocida como la «corona de la paz», está engastada con 1 371 piedras preciosas y pesa un total de 416,09 quilates o 83 218 gramos. Está elaborada con una aleación que contiene 544,31 gramos de oro blanco de 14 y 18 quilates, además de platino. También incluye rubíes sintéticos para representar la defensa de Miss Universo: la educación y concientización sobre el VIH/sida. Se le considera ecológica debido al uso de materiales pétreos sintéticos.

## Antecedentes

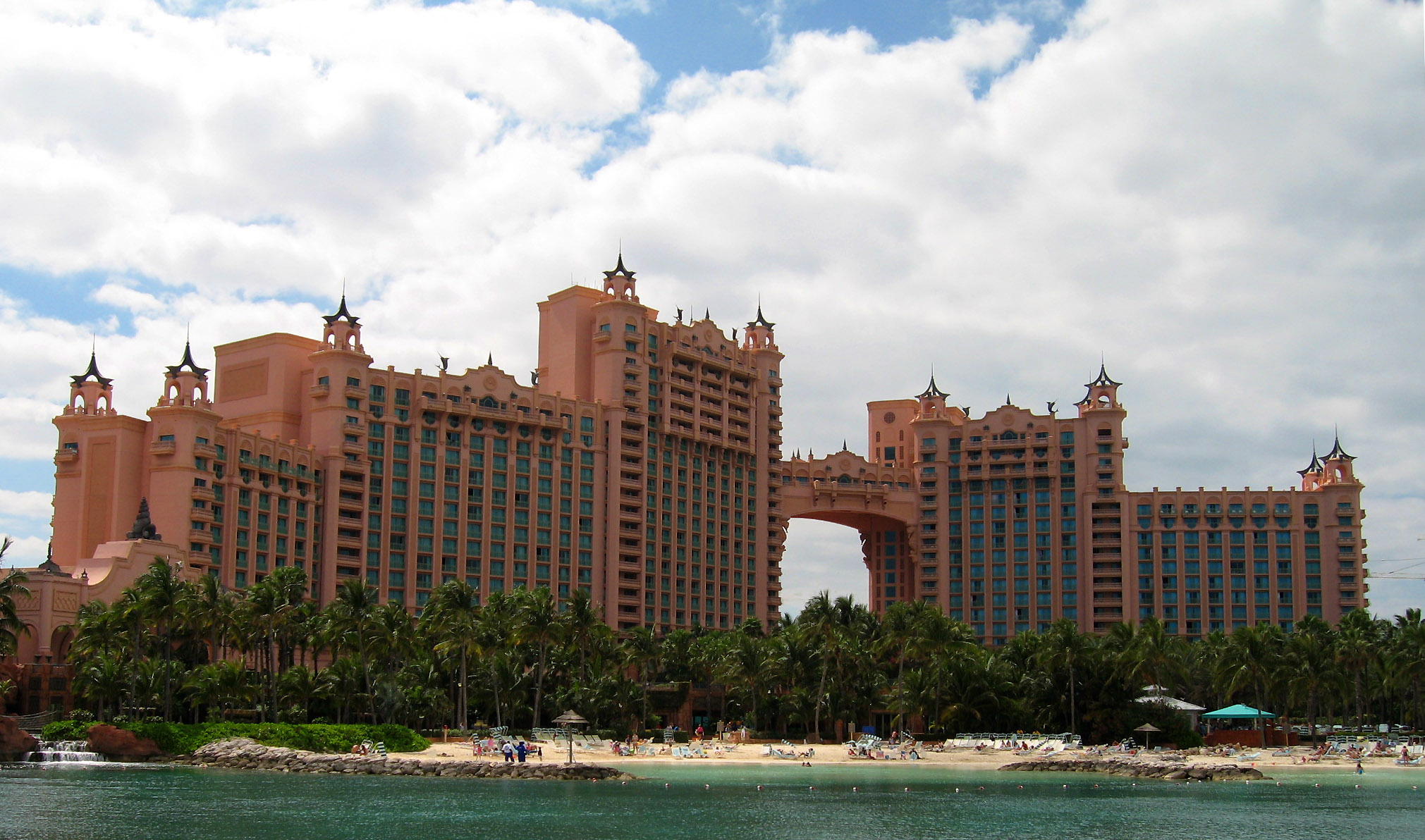
Atlantis Paradise Island, recinto sede de Miss Universe 2009

### Sede y fecha
Donald Trump, presidente de la Organización Miss Universo, inicialmente planeó celebrar el concurso de Miss Universo 2009 en Dubái. Sin embargo, las negociaciones no se concretaron debido a la inestabilidad política en las relaciones entre los Emiratos Árabes Unidos e Israel, así como por razones religiosas. Croacia también estuvo interesado en ser la sede del concurso de 2009. Sin embargo, el país retiró su oferta para albergar el concurso debido a problemas económicos relacionados con la crisis económica global en ese momento.
El 1 de julio de 2008, el inversionista Jonathan Westbrook intentó lanzar una oferta para que Australia fuera la sede de la edición 2009 del concurso. Sin embargo, sus esfuerzos fueron en vano, ya que las posibles sedes no estuvieron interesadas. Finalmente, el 3 de marzo de 2009, la Organización Miss Universo anunció que el concurso se llevaría a cabo en el Atlantis Paradise Island en Nasáu (Bahamas). Inicialmente, el concurso se llevaría a cabo el 25 de agosto, sin embargo, la competencia se trasladó al 23 de agosto de 2009.

### Selección de candidatas

#### Reemplazos
Angenie Simon, la primera finalista de Miss Curazao 2009, fue designada para representar a Curazao después de que Ashanta Macauly, Miss Curazao 2009, se retirara debido a problemas de salud. Bélgica Suárez, la finalista de Miss Honduras 2008, fue designada para representar a Honduras en Miss Universo debido a la crisis política en Honduras. Võ Hoàng Yến, la primera finalista de Miss Universo Vietnam 2008, fue designada como Miss Universo Vietnam 2009 por UNICorp, el titular de la franquicia de Miss Universo en Vietnam.

#### Debuts, regresos y retiros
La edición de 2009 vio los regresos de Bulgaria, Etiopía, Guyana, Islandia, Líbano, Namibia, Rumania, Suecia y Zambia. Rumania compitió por última vez en 1998, Etiopía, Islandia, Namibia y Suecia compitieron por última vez en 2006, mientras que las demás compitieron por última vez en 2007. Antigua y Barbuda, Dinamarca, las Islas Turcas y Caicos, Kazajistán, Sri Lanka, Trinidad y Tobago se retiraron. Olga Nikitina de Kazajistán  Faith Landers de Sri Lanka se retiróaronpor razones no reveladas. Jewel Selver de las Islas Turcas y Caicos se retiró de la competencia 24 horas antes de la final debido a deshidratación. Sin embargo, Selver aún estuvo incluida en el desfile de naciones al comienzo de la transmisión final. Antigua y Barbuda, Dinamarca, y Trinidad y Tobago se retiraron después de que sus respectivas organizaciones no lograron realizar un concurso nacional o designar a una candidata.
Sorene Maratita de las Islas Marianas del Norte estaba programada para competir en Miss Universo. Sin embargo, Maratita se retiró debido a razones no reveladas.

### Incidentes antes del concurso
El 1 de agosto de 2009, funcionarios bolivianos declararon que podrían presentar un desafío legal a los organizadores de Miss Universo debido al uso planeado de un traje típico de Diablada por la candidata peruana Karen Schwarz. Pablo Groux, ministro de Cultura de Bolivia, declaró que cualquier uso del traje por parte de Schwarz en el concurso sería una apropiación ilegal del patrimonio boliviano y amenazó con llevar el caso a la Corte Internacional de Justicia. El Comercio, un periódico peruano, mencionó que esta no es la primera vez que el traje de diablada se muestra en el concurso y que fue María Josefa Isensee, una chilena, quien lo utilizó por primera vez en Miss Universo 1983. El ministro de Relaciones Exteriores del Perú, José Antonio García Belaúnde, dijo que dado que el traje de diablada es de origen indígena aimara, no puede considerarse exclusivo de ninguno de los países donde viven los aimaras.

## Resultados

Países y territorios que enviaron candidatas y resultados para Miss Universo 2009

### Clasificación final
La ganadora, las finalistas, las semifinalistas y las cuartofinalistas son las siguientes candidatas:
| Posición                  | Candidata |
| ------------------------- | --- |
| Miss Universo 2009        | - Venezuela - Stefanía Fernández |
| Primera finalista         | - República Dominicana - Ada Aimée de la Cruz |
| Segunda finalista         | - Kosovo - Gona Dragusha |
| Tercera finalista         | - Australia - Rachael Finch |
| Cuarta finalista          | - Puerto Rico - Mayra Matos |
| Semifinalistas (Top 10)   | - Estados Unidos - Kristen Dalton - Francia - Chloé Mortaud - República Checa - Iveta Lutovská - Sudáfrica - Tatum Keshwar - Suiza - Whitney Toyloy |
| Cuartofinalistas (Top 15) | - Albania - Hasna Xhukiçi - Bélgica - Zeynep Sever - Croacia - Sarah Ćosić - Islandia - Ingibjörg Egilsdóttir - Suecia - Renate Cerljen             |

#### Puntajes finales
Los puntajes sirven solo para eliminar candidatas y no se suman ni promedian.[cita requerida]
| País/Territorio      | Traje de baño | Traje de noche |
| -------------------- | ------------- | -------------- |
| Venezuela            | 8.760 (4)     | 8.869 (5)      |
| República Dominicana | 9.189 (2)     | 9.428 (1)      |
| Kosovo               | 8.790 (3)     | 9.250 (2)      |
| Australia            | 9.264 (1)     | 9.039 (4)      |
| Puerto Rico          | 8.533 (7)     | 9.050 (3)      |
| Francia              | 8.640 (5)     | 8.650 (6)      |
| Sudáfrica            | 8.460 (8)     | 8.040 (7)      |
| República Checa      | 8.350 (9)     | 8.010 (8)      |
| Suiza                | 8.611 (6)     | 7.890 (9)      |
| Estados Unidos       | 8.060 (10)    | 7.550 (10)     |
| Albania              | 7.900 (11)    |                |
| Bélgica              | 7.870 (12)    |                |
| Suecia               | 7.830 (13)    |                |
| Croacia              | 7.811 (14)    |                |
| Islandia             | 7.730 (15)    |                |

### Premios especiales
Los premios especiales fueron otorgados a las siguientes candidatas:
| Premio          | Candidata                       |
| --------------- | ------------------------------- |
| Miss Fotogénica | - Tailandia - Chutima Durongdej |
| Miss Simpatía   | - China - Wang Jingyao          |

#### Mejor traje nacional
La ganadora y finalistas del premio al mejor traje nacional son las siguientes candidatas:
| Posición          | Candidata                                       |
| ----------------- | ----------------------------------------------- |
| Ganadora          | - Panamá - Diana Broce                          |
| Primera finalista | - Nicaragua - Indiana Sánchez[cita requerida]   |
| Segunda finalista | - Tailandia - Chutima Durongdej[cita requerida] |

#### Miss Universe River Race at Atlantis
Se realizó un desafío físico llamado «Miss Universe River Race at Atlantis» —en español, carrera fluvial de Miss Universo en Atlantis— en una de las piscinas más grandes de Atlantis, que simula un río con rápidos. Las candidatas debían atravesar la piscina con la ayuda de un salvavidas. La ganadora y las dos finalistas de este desafío son las siguientes candidatas:
| Posición      | Candidata                          |
| ------------- | ---------------------------------- |
| Ganadora      | - Guatemala - Lourdes Figueroa     |
| Segundo lugar | - Islandia - Ingibjorg Egilsdóttir |
| Tercer lugar  | - Albania - Hasna Xhukiçi          |

## El concurso

### Formato
Al igual que en 2007, se eligieron quince cuartofinalistas a través de la competencia preliminar, que estuvo compuesta por las competencias de traje de baño y traje de noche, y entrevistas a puerta cerrada. Las quince cuartofinalistas compitieron en la competencia de traje de baño y luego se redujeron a las diez semifinalistas. Las diez semifinalistas compitieron en la competencia de traje de noche y luego se redujeron a las cinco finalistas. Las cinco finalistas compitieron en la ronda de preguntas y respuestas y la última pasada (final look).

### Panel de jueces

#### Competencia preliminar
El panel de jueces de la competencia preliminar estuvo conformado por las siguientes diez personas:
- Mark Wylie, ejecutivo de talentos de Best Buddies
- Adriana Ching, abogada licenciada y ex desarrolladora de bienes raíces, filántropa
- Todd Winston, veterano de la industria hotelera y vicepresidente de ventas en Creative Promotional
- Rosalina Lydster, diseñadora de moda para celebridades
- Tiza Tjokroadisumarto, directora de operaciones de ventas para Michael Kors
- Corinne Nicolas, presidenta de Trump Model Management
- David Friedman, productor ejecutivo de Last Call with Carson Daly
- Steven Schillaci, productor de talentos para programas como American Idol
- Mario Mosley, coreógrafo de Dance Your Ass Off de Oxygen
- Sarah Markantonis, embajadora de Kerzner International Bahamas

#### Transmisión final
El panel de jueces de la competencia final estuvo conformado por las siguientes doce personas:
- Dean Cain, actor y productor
- Tamara Tunie, actriz de Law & Order: Special Victims Unit
- Colin Cowie, autor, personalidad de televisión y diseñador
- Valeria Mazza, modelo internacional
- Matthew Rolston, fotógrafo y director
- Richard LeFrak, presidente y director ejecutivo de LeFrak Organization
- André Leon Talley, escritor galardonado y editor
- Heather Kerzner, filántropa y embajadora de Kerzner International and Resorts
- Farouk Shami, fundador y presidente de CHI Hair Care
- Keisha Whitaker, experta en moda y fundadora de la línea de brillo labial Kissable Couture
- Gerry DeVeaux, productor galardonado, compositor y gurú del estilo
- George J. Maloof, Jr., magnate deportivo profesional y hotelero

## Candidatas
Ochenta y tres candidatas compitieron por el título.
| País/Territorio      | Candidata                      | Edad | Procedencia             |
| -------------------- | ------------------------------ | ---- | ----------------------- |
| Albania              | Hasna Xhukiçi                  | 21   | Fier                    |
| Alemania             | Martina Lee                    | 24   | Meinerzhagen            |
| Angola               | Nelsa Alves                    | 22   | Luanda                  |
| Argentina            | Johanna Lasic                  | 23   | Buenos Aires            |
| Aruba                | Dianne Croes                   | 22   | Oranjestad              |
| Australia            | Rachael Finch                  | 21   | Townsville              |
| Bahamas              | Kiara Sherman                  | 26   | Freeport                |
| Bélgica              | Zeynep Sever                   | 20   | Bruselas                |
| Bolivia              | Dominique Peltier              | 22   | Cochabamba              |
| Brasil               | Larissa Costa                  | 25   | São Gonçalo do Amarante |
| Bulgaria             | Elitsa Lubenova                | 19   | Dve Mogili              |
| Canadá               | Mariana Valente                | 23   | Richmond Hill           |
| China                | Wang Jingyao                   | 18   | Qingdao                 |
| Chipre               | Kielia Giasemidou              | 20   | Nicosia                 |
| Colombia             | Michelle Rouillard             | 22   | Popayán                 |
| Corea del Sur        | Na Ry                          | 23   | Seúl                    |
| Costa Rica           | Jessica Umaña                  | 21   | Moravia                 |
| Croacia              | Sarah Ćosić                    | 20   | Split                   |
| Curazao              | Angenie Simon                  | 24   | Willemstad              |
| Ecuador              | Sandra Vinces                  | 19   | Portoviejo              |
| Egipto               | Elham Wagdy                    | 26   | El Cairo                |
| El Salvador          | Mayella Mena                   | 21   | San Salvador            |
| Eslovaquia           | Denisa Mendrejová              | 23   | Bratislava              |
| Eslovenia            | Mirela Korač                   | 22   | Liubliana               |
| España               | Estíbaliz Pereira              | 23   | Santiago de Compostela  |
| Estados Unidos       | Kristen Dalton                 | 22   | Wilmington              |
| Estonia              | Diana Arno                     | 25   | Tallin                  |
| Etiopía              | Melat Yante                    | 19   | Adís Abeba              |
| Filipinas            | Bianca Manalo                  | 21   | Manila                  |
| Finlandia            | Essi Pöysti                    | 22   | Jyväskylä               |
| Francia              | Chloé Mortaud                  | 19   | Bénac                   |
| Georgia              | Lika Ordzhonikidze             | 19   | Tiflis                  |
| Ghana                | Jennifer Koranteng             | 23   | Acra                    |
| Gran Bretaña         | Clair Cooper                   | 27   | Londres                 |
| Grecia               | Viviana Zagorianakou Campanile | 19   | Atenas                  |
| Guam                 | Racine Manley                  | 24   | Dededo                  |
| Guatemala            | Lourdes Figueroa               | 21   | Ciudad de Guatemala     |
| Guyana               | Jenel Cox                      | 19   | Georgetown              |
| Honduras             | Bélgica Suárez                 | 23   | Tegucigalpa             |
| Hungría              | Suzann Budai                   | 21   | Budapest                |
| India                | Ekta Chowdhry                  | 23   | Nueva Delhi             |
| Indonesia            | Zivanna Letisha Siregar        | 20   | Yakarta                 |
| Irlanda              | Diana Donnelly                 | 20   | Dublín                  |
| Islandia             | Ingibjörg Egilsdóttir          | 24   | Austurland              |
| Islas Caimán         | Nicosia Lawson                 | 26   | George Town             |
| Israel               | Julia Dyment                   | 20   | Haifa                   |
| Italia               | Laura Valenti                  | 25   | Arezzo                  |
| Jamaica              | Carolyn Yapp                   | 25   | Montego Bay             |
| Japón                | Emiri Miyasaka                 | 25   | Tokio                   |
| Kosovo               | Marigona Dragusha              | 18   | Pristina                |
| Líbano               | Martine Andraos                | 19   | Byblos                  |
| Malasia              | Joannabelle Ng                 | 21   | Kota Kinabalu           |
| Mauricio             | Anaïs Veerapatren              | 23   | Curepipe                |
| México               | Karla Carrillo                 | 21   | Guadalajara             |
| Montenegro           | Anja Jovanović                 | 20   | Podgorica               |
| Namibia              | Happie Ntelamo                 | 20   | Katima Mulilo           |
| Nicaragua            | Indiana Sánchez                | 22   | Managua                 |
| Nigeria              | Sandra Otohwo                  | 20   | Asaba                   |
| Noruega              | Eli Landa                      | 25   | Stavanger               |
| Nueva Zelanda        | Katie Taylor                   | 22   | Auckland                |
| Países Bajos         | Avalon-Chanel Weyzig           | 19   | Zwolle                  |
| Panamá               | Diana Broce                    | 23   | Las Tablas              |
| Paraguay             | Mareike Baumgarten             | 19   | Asunción                |
| Perú                 | Karen Schwarz                  | 25   | Lima                    |
| Polonia              | Angelika Jakubowska            | 20   | Lubań                   |
| Puerto Rico          | Mayra Matos                    | 20   | Cabo Rojo               |
| República Checa      | Iveta Lutovská                 | 26   | Třeboň                  |
| República Dominicana | Ada de la Cruz                 | 23   | Villa Mella             |
| Rumania              | Elena Bianca Constantin        | 20   | Piatra Neamț            |
| Rusia                | Sofia Rudieva                  | 18   | San Petersburgo         |
| Serbia               | Dragana Atlija                 | 22   | Belgrado                |
| Singapur             | Rachel Kum                     | 24   | Singapur                |
| Sudáfrica            | Tatum Keshwar                  | 25   | Durban                  |
| Suecia               | Renate Cerljen                 | 21   | Staffanstorp            |
| Suiza                | Whitney Toyloy                 | 19   | Yverdon                 |
| Tanzania             | Illuminata James               | 24   | Mwanza                  |
| Tailandia            | Chutima Durongdej              | 23   | Bangkok                 |
| Turquía              | Senem Kuyucuoğlu               | 18   | Esmirna                 |
| Ucrania              | Khrystyna Kots-Hotlib          | 26   | Donetsk                 |
| Uruguay              | Cintia D'ottone                | 21   | Montevideo              |
| Venezuela            | Stefanía Fernández             | 18   | Mérida                  |
| Vietnam              | Võ Hoàng Yến                   | 20   | Ciudad Ho Chi Minh      |
| Zambia               | Andella Chileshe Matthews      | 21   | Ndola                   |